# Peter Gordon (Radsportler)
Peter Gordon (* 16. September 1943 in Blackpool; † 10. November 2016 in Spanien) war ein britischer Radrennfahrer und nationaler Meister im Radsport.

## Sportliche Laufbahn
Gordon war im Straßenradsport aktiv. 1964 siegte er in der nationalen Meisterschaft im Straßenrennen der Amateure vor Mick Shea. 1964 kam er in der Tour of Britain auf den 8. Platz.
Ab 1965 startete er als Unabhängiger und wurde später Berufsfahrer. Er gewann eine Reihe britischer Eintagesrennen wie den Charrington Grand Prix und einige kürzere Etappenrennen sowie Rundfahrtetappen. In Kontinentaleuropa hatte er keine Erfolge.
1958 startete er bei den UCI-Straßen-Weltmeisterschaften und kam auf den 58. Rang des Rennens der Amateure. Im Profirennen 1969 schied er aus.